# Podstawowa opieka zdrowotna

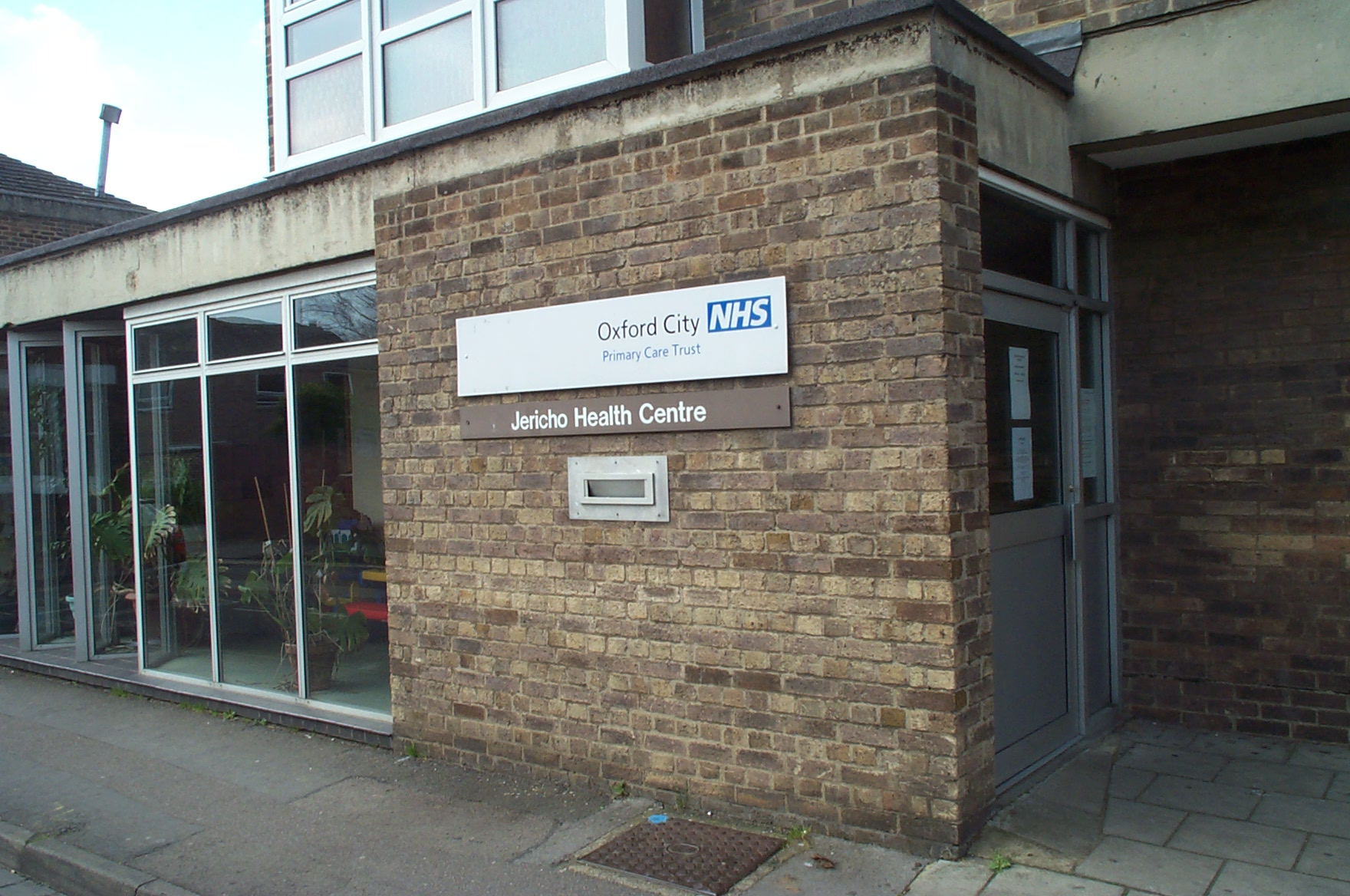
Ośrodek Zdrowia w Oksford, prowadzony przez National Health Service

Podstawowa opieka zdrowotna – część systemu opieki zdrowotnej, zapewniająca świadczenia opieki zdrowotnej w miejscu zamieszkania, których celem nie jest leczenie konkretnych chorób, lecz sprawowanie kompleksowej opieki nad stanem zdrowia pacjenta. Stanowi pierwszy punkt kontaktu pacjenta z systemem opieki zdrowotnej. Pacjenci najczęściej uzyskują podstawową opiekę zdrowotną od specjalistów, takich jak: lekarz POZ (lekarz ogólny lub lekarz rodzinny), asystent lekarza, fizjoterapeuta lub pielęgniarka. W zależności od specyfiki stanu zdrowia, pacjenci mogą być następnie skierowani do opieki specjalistycznej.